# CRフィーバー倖田來未

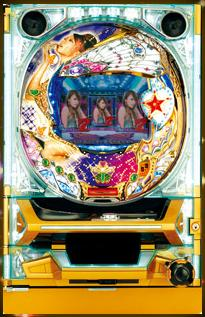
CRフィーバー倖田來未（2007年）

CRフィーバー倖田來未（シーアールフィーバーこうだくみ、機種名『KODA KUMI FEVER LIVE IN HALL』）は、2007年7月にSANKYOが開発、発売したデジパチタイプのパチンコ。歌手、倖田來未とのタイアップ機。

## 特徴
- 突然確率変動タイプであり、「LIVEモード」と呼ばれる。
- リーチ中は、『WIND』、『Selfish』、『キューティーハニー』、『you』のPVが流れる。『you』は当機用に撮影されたオリジナル映像である。『キューティーハニー』は権利関係でオリジナルPVで登場する映画およびアニメのキューティーハニーは編集されている。
- 大当たり時、LIVEモードは、『Butterfly』、『Crazy 4 U』、『キューティーハニー』、『人魚姫』、『WIND』、『Selfish』、『you』のPVが流れる。『ジョグセレクター』を操作することで大当たり開始時に選曲が可能で、大当たりが続くごとに選択曲が増える（詳細は「大当たり演出」にて）。
- また、イントロ予告でもPVが流れる。これらのPV系の演出は曲に併せて図柄が動くよう工夫されている。
- 当機用のTV-CFが2バージョン制作、オンエアされた。倖田本人が出演している。CMでは『girls』と『Cherry Girl』が使用されているが、当機では未使用。
- 役物として蝶を模った『バタフライ』、星を模った『ステラ』が演出を高める。
- 7色のレインボーカラーに光る新枠『クリステラ』を搭載。
- 当機イベントのために77名によるキャンペーンガール、『バタフライガールズ』が結成された。
- 2007年6月14日、SANKYOによる当機の発表会が行われた（グランドプリンスホテル新高輪、東京都品川区）。
- 2007年6月20日、倖田本人によるイベント『KODA KUMI PREMIUM LIMITED LIVE IN HALL』がSANKYO協賛で横浜アリーナで行われた。
- 2007年7月23日、全国のホールにて導入開始。(先行導入の条件はおのおの40台以上)ただし福岡県においては2007年7月16日、導入開始された。
- エイベックス所属歌手としては、CR TRF（サンセイアールアンドディ）に続くパチンコ機のタイアップとなる。

## スペック
- 『CRフィーバー倖田來未 SF-T』
  - 大当たり確率（カッコ内は高確率） 1/348.6（1/34.9）※メーカー発表値
  - 確率変動割合 66%（突然確率変動含む、以後次回まで高確率状態継続）
  - 確率変動図柄 「1、3、5、7」（実際は別デジタルで確率変動が決定）
  - リミットなし
  - 賞球数 3&4&10&14 大当たり15R9C、2R0C
  - 通常大当たり終了後、100回転の時短

- 『CRフィーバー倖田來未 MF-T』
  - 大当たり確率（カッコ内は高確率） 1/304.8（1/30.5）※メーカー発表値
  - 確率変動割合 63%（突然確率変動含む、以後次回まで高確率状態継続）
  - 確率変動図柄 「1、3、5、7」（実際は別デジタルで確率変動が決定）
  - リミットなし
  - 賞球数 3&4&10&13 大当たり15R9C、2R0C
  - 通常大当たり終了後、100回転の時短

- 『CRフィーバー倖田來未 YF-T』
  - 大当たり確率（カッコ内は高確率） 1/97.8（1/11.2）※メーカー発表値
  - 確率変動割合 54%（突然確率変動含む、以後次回まで高確率状態継続）
  - 確率変動図柄 「1、3、5、7」（実際は別デジタルで確率変動が決定）
  - リミットなし
  - 賞球数 3&4&10
  - 出玉数 7R：約520個 15R：約1130個
  - 通常大当り終了後、30回転の時短

## 演出

### 通常時
- 背景チェンジはリーチの期待。PV背景はPV系リーチ予告となる。
- ミニキャラによってリーチ時の期待が変化。ミニキャラくまくん、ハトV時登場は大当たり確定のプレミア。
- 連続擬似演出があり、続くほど期待度アップ（最大5回）。イントロ系4連はPV系『you』リーチ確定。『キューティーハニー』でのイントロ4連は大当たり確定、イントロ系5連は最後にドラムくんが登場し、777図柄当選確定のプレミア演出。

### 予告
- 複数の予告演出を搭載しており、重複するとチャンス。
- 基本的にキャラの色が通常＜赤＜桜で変化していると期待度が高くなる。
- キャラステップアップ予告 
  - ステップ1 －くぅちゃん登場（右＜ロングヘア＜左ロングヘア）
  - ステップ2 －愛犬登場（ラム＜テン＜両方）
  - ステップ3 －星ステッキ（PV系発展確定）またはフリスビー投げる
  - ステップ4 －フリスビーキャッチ。
- 携帯メール予告 内容で期待度が変化、連続はチャンス。
- バタフライステップアップ予告 最大4回、続くほどチャンス、いきなりMAXバタフライ予告になる場合もある。スーパーリーチ発展時のMAXバタフライは大当たり確定。
- カード予告 内容で期待度が変化。FEVERカードは大当たり確定、ライブモードカードはLIVEモード確定。
- イントロ予告 『No Regret』、『Crazy 4 U』、『人魚姫』、『Butterfly』、『キューティーハニー』のPV映像が流れた場合、リーチになるとチャンス。連続予告となる場合もある。
- 蝶群予告 リーチ発生時に蝶群が現れるとチャンス。同色の蝶群は確率変動大当たり確定。
- 実写カットイン予告 リーチ時に倖田の実写が表示されるとチャンス。
- 音声予告 リーチ時の発声が通常と異なるとチャンス。
- モニター予告 背景のモニターで期待度が変化。夢夢、ドラムくん、『大当たり』は大当たり確定。
- スベリ予告 リーチ時にスベリ（右＜モーフィング＜左＜左右同時）を伴うとチャンス。
- 通称プシュン予告 画面が一瞬消灯するような演出で、スーパーリーチやLIVEモードへ移行することがある。
- 花火予告 リーチ時に花火が上がると期待度アップ。

### リーチ
- 図柄停止時の全消灯はスーパーリーチ（当たれば確率変動大当たりが確定）またはLIVEモード（突然確率変動）へ突入するチャンス。
- ノーマルリーチ
- ロングリーチ くぅちゃん登場－ラムちゃん、テンちゃん発展のパターンがある。『バタフライ』役物始動でLIVEモードへ突入する場合もある。確率変動中にこのリーチ発展の場合は、当たれば確率変動大当たりが確定。
- MISSON系リーチ 『Crazy 4 U』、『No Regret』、『人魚姫』、『Butterfly』。キャラや動きなどで期待度が変化。PV系リーチに発展する場合もある。この演出中の夢夢登場は確率変動大当たり確定。
- PV系リーチ 『ステラ』始動で発展。『WIND』、『Selfish』、『キューティーハニー』、『you』を選択する。他の選択または『ステラ』回転から『you』になることもある。『you』では倖田の動き（携帯＜窓＜写真）で、期待度が変化。『you』中の『SANKYO』ロゴはプレミア。PVセレクト中の全て『you』は大当たり確定。赤色、時計回りの『ステラ』始動は大当たり確定。
- 確変中の『you』は、当たれば確率変動大当たりが確定。
- ルーレットチャンス 大当たり、LIVEモードの期待大。全て『FEVER』、は確率変動大当たりが確定。ルーレット経由は当たれば確率変動大当たりが確定。擬似連発生時は、ルーレットチャンスは発生しない。
- ハズレ時の復活バタフライ演出は確率変動大当たり確定。
- 再始動は確率変動大当たり確定。

### 大当たり演出
大当たり開始直前、ジョグセレクターによる確率変動昇格チャンスがある。
- ボタンを押した時、倖田のカットイン、または「ステラ」の回転で昇格する
- 「ジョグを回せ」の演出で100%昇格する（背景が青い）

なお、図柄『2、4、6、8』当選時でもラウンド中に昇格する場合がある（ボタンを押せ、と表示される）。

大当たり時に聴ける曲は、
- 最初から聴けるのは『Crazy 4 U』、『キューティーハニー』、『人魚姫』
- 2連目『WIND』
- 3連目『Butterfly』、
- 4連目『Selfish』、
- 6連目『you』が追加される（『you』は、15R大当たり6連以上で、奇数図柄での大当たりのみ選択できる）。

それぞれ、曲の進行に合わせてPVが流れる。* 大当たり継続ごとで大当たり終了後に表示される倖田の衣装、表情が変化する。

## LIVEモード
- 突然確率変動で突入、PV（『キューティーハニー』、『WIND』、『人魚姫』、『Selfish』）が流れる。LIVEモード時に突然確率変動に当選すると曲が変化する。

## 登場人物
- くぅちゃん 倖田來未の分身といえるCGキャラ。
- ラムちゃん（黒い犬）、テンちゃん（白い犬） くぅちゃんの愛犬。